# Carmelo Di Bella
Carmelo Di Bella (Catania, 30 gennaio 1921 – Palermo, 9 settembre 1992) è stato un allenatore di calcio e calciatore italiano, di ruolo mezzala.
La sua carriera è legata principalmente a due società, il Catania (di cui detiene il primato di presenze in panchina) e il Palermo: con la prima ha esordito come calciatore e ha vissuto le sue migliori stagioni da allenatore; con la seconda ha giocato in Serie A e ha ottenuto una promozione da tecnico.
Era chiamato il mago del sud o l'Herrera del sud.

## Biografia
(Carmelo Di Bella, 1972-1973)
Nato a Catania da Gaetano Di Bella e Rosa Balsamo. Si trasferì a Palermo nel 1941.
Dopo l'esperienza di allenatore con l'Akragas, Di Bella tentò di avviare un'attività commerciale, prima a Palermo e poi a Catania. A causa delle ristrettezze economiche determinate dalla malattia della madre e da un periodo non particolarmente florido, quando entrò nello staff tecnico del Catania accettò uno stipendio di 30.000 lire al mese. La prima stagione a Palermo, dieci anni dopo, avrebbe guadagnato intorno ai 20 milioni al mese.
Spinse per avere al Catania Alvaro Biagini, al quale rimase così legato da fargli da testimone di nozze.
Durante le partite Carmelo Di Bella teneva sempre una sigaretta in bocca: era un accanito fumatore e si racconta che fosse molto bravo nel creare gli anelli di fumo. Dopo essersi allontanato dal calcio, Di Bella si ritirò a Palermo e lì morì nel 1992.
Il figlio, chiamato anche lui Carmelo, è nato a Palermo il 30 luglio 1948 con il cognome Lombardo ed è stato adottato il 20 marzo 1964. Ha rilevato insieme a una cordata di imprenditori il Mazara nel 1999.
A lui è dedicato il premio per il miglior allenatore assegnato annualmente dall'USSI, istituito nel 1999.

## Caratteristiche tecniche

### Giocatore

Carmelo Di Bella da calciatore

Era una buona mezzala, che giocava soprattutto a sinistra. A seconda dei casi, riusciva comunque ad adattarsi a tutte le posizioni della linea d'attacco. Il Littoriale lo presentava, dopo una partita di Serie C, come un giocatore di quantità con sprazzi di qualità, con grande resistenza e buon dribbling, anche se con la propensione a tenere troppo il pallone.
Era molto abile nel controllo di palla ed era appassionato di serpentine. Da giovane soleva eludere i difensori avversari con le sue giocate, tanto che gli furono promesse cinque lire d'argento per evitare che continuasse a dribblarli.
Il giornalista Gaetano Sconzo, che lo ribattezzò Sette polmoni, disse di lui: «Aveva grande grinta, ispirava adeguatamente il gioco, non aveva paura di nessuno».

### Allenatore

Di Bella con Borel e Lo Prete al primo anno da allenatore del Catania

Da allenatore, nei primi tempi si distinse per l'abilità nella gestione dello spogliatoio e per la praticità. Il presidente del Catania, Arturo Michisanti, lo promosse primo allenatore in un momento in cui la squadra era confusa e divisa, nonostante la qualità dell'organico in cui erano presenti due ex nazionali come Riccardo Carapellese ed Ettore Ricagni. A fine stagione Di Bella riuscì a ottenere un discreto piazzamento in classifica con una squadra che rischiava la retrocessione in Serie C.
La sua bravura consisteva nel comprendere i problemi dei suoi giocatori e nella disponibilità ad aiutarli, talvolta dando loro anche un aiuto economico nei periodi più difficili. Con i giocatori creava un rapporto molto forte: il portiere del Catania Antonio Seveso, quando lasciò la squadra in seguito ad una prestazione negativa, scrisse una lettera in cui confessò che lo considerava come un padre. D'altro canto, da molti era definito un «sergente di ferro» per la sua capacità di mantenere unito il gruppo e proprio per questo il commissario Ignazio Marcoccio e il dirigente Michele Giuffrida lo avevano confermato alla guida del Catania nel 1959. Apparentemente aveva due volti: «focoso, entusiasta, sotto un'apparente freddezza», come lo descriveva Stampa Sera. La freddezza, tuttavia, spesso si tramutava in un silenzio che diventò anche un suo limite.
Di Bella curava anche la preparazione atletica e ne faceva uno degli aspetti più importanti del suo lavoro. Il più delle volte le sue squadre disputavano il girone di andata del campionato con prestazioni migliori rispetto al girone di ritorno, proprio per il grande dispendio di energie che richiedeva il gioco del tecnico catanese: velocità e prestanza fisica erano necessarie per le squadre giovani e con pochi nomi di alto livello che aveva a disposizione. Tuttavia, Antonino Cantone raccontò che, in un secondo momento, proprio la preparazione atletica fu messa da parte da Di Bella, che preferiva dare subito il pallone dopo il riscaldamento senza preparare adeguatamente la squadra. Per ammissione di Di Bella, non potendo disporre di undici giocatori che potessero competere in tecnica con le squadre più forti della Serie A, doveva mettere in campo uomini che si distinguessero per tenacia e intelligenza tattica.
Dal punto di vista tattico, le sue squadre dovevano giocare all'attacco. Malgrado a volte fosse costretto ad adottare il catenaccio, preferiva giocare sullo slancio, sulla velocità e sulla resistenza, come notò Vittorio Pozzo. Giulio Cappelli definì il Catania 1960-1961, la prima formazione che Di Bella allenò in A, «una squadra intelligente, dalla manovra agile e scarna». Anche il gioco del suo primo Palermo era descritto come «scarno ed efficace».

## Carriera

Carmelo Di Bella all'inizio della sua attività di allenatore

### Giocatore

#### Catania e Palermo
Cresciuto nelle giovanili del Catania, giunse in prima squadra nel 1938-1939 a diciott'anni. L'allenatore Giovanni Degni lo schierò all'ultima giornata e lui contribuì con l'ultima rete alla vittoria per 4-0 a Reggio Calabria contro la Dominante; giocò anche una gara del girone finale, al termine del quale il Catania fu promosso in Serie B. In serie cadetta esordì il 4 febbraio 1940 nella partita Catania-Siena (1-1); da quel momento prese il posto di Giulio Rossi, e assieme al giovane compagno di squadra Armando Perrone fu tra i protagonisti del pareggio per 3-3 a Molinella. Tornato in Serie C, Di Bella giocò la prima stagione da titolare. Le cronache de Il Littoriale lo presentavano come un «asso lanciato» e la mezzala si guadagnò grande attenzione per le partite contro il Soccer Trani e il Taranto, al quale segnò una doppietta.
Il suo passaggio al Palermo-Juventina arrivò inatteso. La formazione del capoluogo vinse il girone di Serie C e in seguito anche le finali promozione; il successo decisivo fu l'1-0 sul Cuneo il 9 agosto 1942. Tuttavia, il Palermo-Juventina non riuscì a concludere il campionato seguente perché estromesso a causa dell'imminente sbarco in Sicilia; Di Bella chiuse così la sua seconda stagione in B con 10 presenze.
Durante la seconda guerra mondiale continuò a giocare con il Palermo, che intanto aveva ripreso la sua denominazione originale. I rosanero vinsero il campionato provinciale, quello siciliano e poi parteciparono al girone misto Serie A/B del 1945-1946. Esordì nella massima serie il 21 ottobre 1945 in Palermo-Bari (0-2) e collezionò 17 presenze, segnando 4 reti. L'anno successivo, nella serie cadetta, il catanese si confermò tra i titolari, con 28 presenze all'attivo. Nel 1947-1948 scese in campo in 30 partite di campionato, segnando 3 gol, e conquistò la promozione in Serie A, in cui ebbe poco spazio (9 presenze ed un goal in Padova-Palermo 3-3, alla penultima giornata).

#### Prime esperienze da allenatore
Decise così di ripartire dalle serie minori; nel 1949-'50 venne ingaggiato dall'Igea Virtus, la squadra di Barcellona Pozzo di Gotto che disputava la Serie C guidata da Antonio Vojak. Gli subentrò come allenatore alla 27ª giornata, appena 29enne, ma la squadra retrocesse in Promozione. La squadra fu poi ripescata.
Di Bella passò in seguito al Marsala, con cui disputò due stagioni, e retrocesse ancora una volta dalla Serie C. Quando la dirigenza della neonata Akragas lo chiamò nel 1952, Di Bella accettò, anche se dovette scendere di tre categorie. In Prima Divisione il neo allenatore continuò a giocare da mezzala, ma ebbe qualche difficoltà causata dai risultati negativi. Dopo una sconfitta casalinga per 0-3 contro il Modica, la dirigenza era pronta ad esonerarlo, ma fu difeso e confermato dai dirigenti Francesco Alaimo e Gaspare Gallo. Vincendo per 3-1 a San Cataldo con un suo gol, la squadra venne riconosciuta come la rivale principale del Palermo B per la vetta del girone; il risultato finale fu un secondo posto, proprio alle spalle delle riserve rosanero. Per l'ammissione in Promozione si dovette disputare uno spareggio contro l'Alcamo, concluso con la sconfitta per 3-1; tuttavia, entrambe furono ammesse nel massimo campionato regionale. Confermato alla guida dell'Akragas, Di Bella condusse la squadra al secondo posto in Promozione, a tre punti dalla capolista Bagheria.

### Allenatore

#### Dalla salvezza alla promozione in A
Lasciato l'Akragas, si sedette sulla panchina della Termitana. Conquistò un terzo posto alla prima stagione e a fine anno si abilitò come aspirante allenatore al corso di Palermo. Nel 1957-1958 si dimise dopo nove giornate, a inizio dicembre, e fu sostituito dal preparatore Anzalone. Fu quindi il presidente del Catania Agatino Pesce che gli offrì un ingaggio per allenare le giovanili; gli assegnarono la squadra ragazzi.

Il Catania 1958-1959

L'anno successivo la prima squadra catanese rischiava la retrocessione; il nuovo presidente Arturo Michisanti promosse il trentasettenne tecnico delle giovanili al posto dell'allenatore jugoslavo Blagoje Marjanović. L'incarico, che Di Bella accettò dopo lunghe riflessioni spinto dal dirigente Armando Carbone, avrebbe dovuto durare fino a fine stagione, ma dopo sei giornate gli fu affiancato il direttore tecnico Felice Borel, che in realtà prese il suo posto. Quattro partite dopo, tuttavia, il cassiere Salvatore Maugeri fu incaricato di licenziare Borel e di affidare nuovamente la squadra interamente a Di Bella. Maugeri lo accompagnò nello spogliatoio e comunicò alla squadra il suo rientro: i giocatori furono contenti e si complimentarono chiamandolo per nome, ma l'allenatore li frenò dicendo: «Da oggi per voi sono il mister Di Bella». Nelle ultime dodici gare, i risultati sancirono la salvezza del Catania.
La squadra venne intanto affidata al commissario straordinario Ignazio Marcoccio che, d'accordo con il dirigente Michele Giuffrida e spinto dal fratello Umberto, medico sociale ed ex giocatore, confermò Carmelo Di Bella sulla panchina rossazzurra, anche a causa delle ristrettezze economiche in cui versava la società.

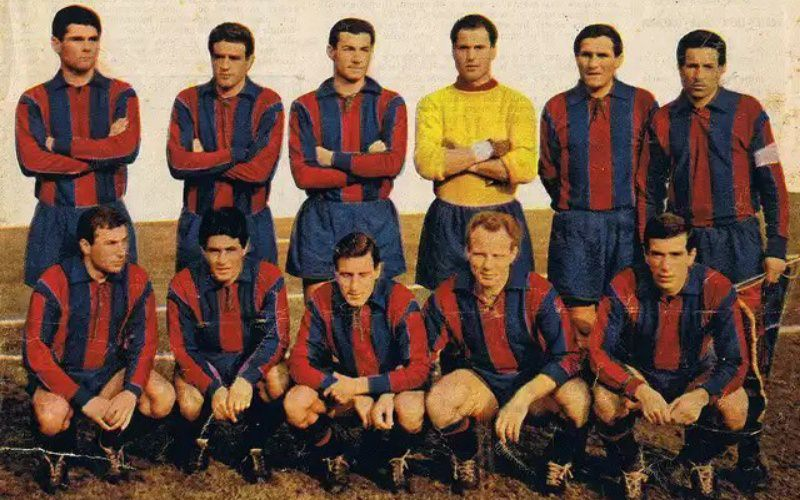
Il Catania 1960-1961

Dopo un inizio da medio-alta classifica, nella prima parte del girone di ritorno il Catania rimase stabilmente al terzo posto. Le dichiarazioni ottimistiche dell'allenatore dopo la terzultima giornata («la promozione difficilmente dovrebbe sfuggirci») si scontrarono con un'incertezza che durò fino all'ultimo turno: malgrado la sconfitta per 4-2 a Brescia, la Triestina, diretta concorrente, non riuscì a vincere contro il Parma e il Catania tornò in Serie A. A giugno la squadra prese parte alla Coppa delle Alpi, contribuendo alla vittoria dell'Italia in questo torneo grazie alla doppia vittoria sui tedeschi del Friburgo.

#### Sei anni nella massima serie
(Vittorio Pozzo, 1960-1961)
Nella stagione 1960-1961 il Catania, neopromosso in Serie A, si affidò alla squadra della promozione. Malgrado Di Bella puntasse ad allestire una formazione per andare oltre la salvezza, al calciomercato perse tutte le prime scelte e alla fine rimase deluso del risultato. Tuttavia, per tutto il girone d'andata l'undici siciliano lottò per il secondo posto, giocandosi anche il titolo di campione d'inverno contro l'Inter, ma perdendo per 5-0. La gara di ritorno, proprio contro i milanesi, divenne una sorta di rivincita, anche a causa di alcune dichiarazioni polemiche attribuite a Helenio Herrera. I due allenatori, ciò nonostante, si abbracciarono appena entrati in campo, prima che la partita finisse 2-0 per i «postelegrafonici» al Cibali e impedisse ai nerazzurri di potersi giocare lo scudetto nella partita di recupero contro la Juventus. Il Catania si classificò all'ottavo posto con 36 punti, miglior risultato di sempre della società.
A fine stagione, il presidente del Napoli Achille Lauro lo contattò perché intendeva riportare la sua squadra in Serie A. Di Bella gli chiese direttamente 48 milioni di lire d'ingaggio e Lauro non lo assunse, in quanto la cifra era troppo alta. Cercato anche dalla Juventus, l'incontro con Gianni Agnelli non andò come sperato per la presenza di Omar Sívori, che teneva i piedi sul tavolo mentre i due discutevano: una mancanza di rispetto di cui il siciliano si lamentò con l'avvocato e per cui la trattativa si concluse senza successo.

Carmelo Di Bella mentre allena i giocatori del Catania

Durante le stagioni successive il Catania non ritornò più ai livelli toccati nel 1960-1961. Riuscì comunque a mantenere la categoria: il 1961-1962 e il 1962-1963 furono le stagioni più difficili, conclusesi rispettivamente all'11º e al 14º posto della classifica. Nel 1961-1962 il girone d'andata fu positivo, mentre il ritorno si concluse in fase calante. Nel 1962-1963 Di Bella dovette abbassarsi l'ingaggio; la squadra si ritrovò seconda dopo le prime giornate, ma la soddisfazione più grande fu la vittoria per 1-0 in casa della Juventus. La salvezza arrivò comunque con il successo in casa contro il Milan, che avrebbe vinto la Coppa dei Campioni pochi giorni dopo.
Il rilancio avvenne nelle due stagioni successive, che si conclusero con la conquista dell'ottavo posto. Nel 1963-1964 il campionato fu abbastanza equilibrato e per la prima volta andò meglio il girone di ritorno che quello d'andata. Di Bella dovette assentarsi per un intervento chirurgico e fu sostituito dal secondo Luigi Valsecchi per alcune giornate. Il Catania fu anche finalista in Coppa delle Alpi, persa per 2-0 contro il Genoa. Nel 1964-1965 gli etnei conquistarono il primo posto alla quarta giornata, poi ebbero un calo, mantenendo comunque una posizione di classifica piuttosto buona.
Nella stagione 1965-1966 Di Bella decise di rimanere, malgrado qualche esitazione. Il Catania perse le prime cinque partite di campionato, rendendo ardua la rincorsa alla salvezza. Le cessioni di Danova e Cinesinho, non sostituiti da giocatori di pari livello, avevano snaturato il gioco dell'undici rossazzurro. Il 10 gennaio 1966 Di Bella presentò le proprie dimissioni in seguito a un'incomprensione con la stampa: un fotografo lo aveva ritratto accanto ad una valigia sul campo di gioco; si dava per certa la notizia del suo prossimo licenziamento e il tecnico si era risentito. Le dimissioni furono rifiutate, ma l'allenatore rimase nominalmente solo per consentire al secondo Luigi Valsecchi di dirigere la squadra. La salvezza, comunque, non fu raggiunta e la società etnea tornò in Serie B.

#### Catanzaro e Palermo
La carriera di Di Bella proseguì quindi con il Catanzaro, reduce dalla finale di Coppa Italia con Dino Ballacci in panchina. Dopo un avvio con sette vittorie nelle prime dodici giornate, la squadra rallentò e ne vinse solo altre sette nelle restanti ventisei: alla fine il Catanzaro si classificò terzo, con nove punti di ritardo dalla seconda classificata, il promosso Varese.
Nel 1967-1968 passò al Palermo, con cui rimase per quattro stagioni: all'esordio vinse la Serie B e il Seminatore d'Oro. Nei due anni seguenti Di Bella guidò i palermitani in Serie A, conquistando un 11º posto nel 1968-1969 (frutto di 30 punti e 11 pareggi) e retrocedendo nella stagione successiva dopo il 15º posto; la retrocessione si decise alla terz'ultima giornata, dopo il pareggio contro la Roma. In quel campionato la squadra batté il Cagliari, che avrebbe poi vinto lo scudetto.
Nel 1970-1971, Di Bella si dimise dopo la sconfitta contro la Reggina per 1-0, venendo sostituito dal suo secondo Benigno De Grandi. La squadra chiuse il campionato al 13º posto, con De Grandi confermato alla guida; tra i successi più importanti, ci fu la doppia vittoria contro la Sampdoria e il 5-1 all'Atalanta.

#### Il ritorno al Catania e al Catanzaro

Carmelo Di Bella dà indicazioni ai propri giocatori

Di Bella ritornò a Catania nell'ottobre del 1971, dopo l'esonero di Luigi Valsecchi e Salvador Calvanese, chiamato dal commissario unico Angelo Massimino. La squadra veniva da una retrocessione dalla Serie A e raggiunse l'ottavo posto in campionato, macchiato tuttavia da due partite concluse anzitempo per scontri causati dai tifosi. Fallì così l'obiettivo del ritorno immediato nella massima serie, secondo Aquilino Bonfanti, il centravanti della squadra, proprio per la scelta di Di Bella come allenatore.
Al secondo anno con i rossazzurri, malgrado i problemi economici della dirigenza, si riuscì ad allestire «una squadra dignitosa», che conseguì il quinto posto, non riuscendo ad ottenere la promozione. Nel frattempo la società fu rilevata da Salvatore Coco e Salvatore Costa e la campagna acquisti affidata direttamente a Di Bella, con cui collaborò il segretario Giovanni Mineo. Alla vigilia del ritiro a Valdagno, comunque, l'allenatore presentò le proprie dimissioni, non convinto dalla qualità della rosa: la dirigenza acconsentì senza opposizioni e il Catania, alla fine della stagione, retrocesse in Serie C.
Chiuse l'annata 1973-1974 al Catanzaro, subentrando a Gianni Seghedoni dalla 16ª giornata e chiudendo il campionato al 14º posto.

#### Il declino e il ritiro
Nel 1974-1975 e nel 1975-1976 la Reggiana gli affidò la squadra. Nel 1975 subentrò a Tito Corsi e conquistò la salvezza dopo lo spareggio del 26 maggio 1975 a Milano contro l'Alessandria. Nella seconda stagione venne esonerato, gli subentrò Bruno Giorgi e la squadra retrocesse in Serie C.
Massimino, tornato alla guida del Catania, lo richiamò nell'estate del 1976. Il presidente gli chiese di risollevare la squadra, salvatasi nelle ultime giornate della stagione precedente, ma non riuscì a consegnargli una rosa abbastanza competitiva. Nonostante ciò, a tre giornate dalla fine della stagione la formazione etnea era lontana dalla zona retrocessione. Tuttavia arrivarono solo sconfitte e contemporaneamente vinsero le dirette concorrenti: così i rossazzurri furono condannati alla discesa in C. Oltre trent'anni dopo, Giovanni Bertini avrebbe ammesso che due giocatori si erano vendute le ultime tre partite.
L'ultima apparizione in panchina risale alla stagione 1980-1981: subentrato alla 28ª giornata, condusse il Palermo alla salvezza in Serie B. Precedentemente i rosanero erano stati allenati da Fernando Veneranda e per una gara dal viceallenatore Vincenzo Urbani. Nel 1985-1986 fu in procinto di tornare al Catania come direttore generale, ma fu in disaccordo con Massimino sulla scelta di Gennaro Rambone come allenatore e quindi non firmò mai il contratto.

## Statistiche

### Presenze e reti nei club
| Stagione        | Squadra           | Campionato      | Campionato | Campionato | Coppe nazionali | Coppe nazionali | Coppe nazionali | Totale | Totale |
| Stagione        | Squadra           | Comp            | Pres       | Reti       | Comp            | Pres            | Reti            | Pres   | Reti   |
| --------------- | ----------------- | --------------- | ---------- | ---------- | --------------- | --------------- | --------------- | ------ | ------ |
| 1938-1939       | Catania           | C               | 1+1        | 1+0        | CI              | 0               | 0               | 2      | 1      |
| 1939-1940       | Catania           | B               | 13         | 2          | CI              | 0               | 0               | 13     | 2      |
| 1940-1941       | Catania           | C               | 20         | 4          | CI              | 1               | 0               | 21     | 4      |
| Totale Catania  | Totale Catania    | Totale Catania  | 34+1       | 7+0        |                 | 1               | 0               | 36     | 7      |
| 1941-1942       | Palermo-Juventina | C               | 23+6       | 6+1        | –               | –               | –               | 29     | 7      |
| 1942-1943       | Palermo-Juventina | B               | 10         | 0          | CI              | 0               | 0               | 10     | 0      |
| 1943-1944       | / Palermo         | Prov.           | 5          | 2          | –               | –               | –               | 5      | 2      |
| 1944-1945       | / Palermo         | CS              | 14         | 10         | –               | –               | –               | 14     | 10     |
| 1945-1946       | / Palermo         | DN              | 17         | 4          | –               | –               | –               | 17     | 4      |
| 1946-1947       | / Palermo         | B               | 28         | ?          | –               | –               | –               | 28     | ?      |
| 1947-1948       | / Palermo         | B               | 30         | 3          | –               | –               | –               | 30     | 3      |
| 1948-1949       | / Palermo         | A               | 9          | 1          | –               | –               | –               | 9      | 1      |
| Totale Palermo  | Totale Palermo    | Totale Palermo  | 136+6      | 26+1       |                 | 0               | 0               | 142    | 27     |
| 1949-1950       | Igea Virtus       | C               | 18         | 3          | –               | –               | –               | 18     | 3      |
| 1950-1951       | Marsala           | C               | ?          | ?          | –               | –               | –               | ?      | ?      |
| 1951-1952       | Marsala           | C               | ?          | ?          | –               | –               | –               | ?      | ?      |
| 1952-1953       | Akragas           | 1D              | ?          | ?          | –               | –               | –               | ?      | ?      |
| 1953-1954       | Akragas           | Pr.             | ?          | ?          | –               | –               | –               | ?      | ?      |
| Totale carriera | Totale carriera   | Totale carriera | 188+ +7    | 36+ +1     |                 | 1               | 0               | 196+   | 37+    |

### Statistiche da allenatore
| Stagione  | Squadra     | Campionato | Piazzamento      | Andamento | Andamento | Andamento | Andamento | Andamento  |
| Stagione  | Squadra     | Campionato | Piazzamento      | Giocate   | Vittorie  | Pareggi   | Sconfitte | % vittorie |
| --------- | ----------- | ---------- | ---------------- | --------- | --------- | --------- | --------- | ---------- |
| 1949-1950 | Igea Virtus | C          | sub., 17º, retr. | 9         | 4         | 2         | 3         | 44,44      |
| 1951-1952 | Marsala     | C          | 15º, retr.       | 34        | 9         | 7         | 18        | 26,47      |
| 1952-1953 | Akragas     | 1D         | 2º, prom.        |           |           |           |           | —          |
| 1953-1954 | Akragas     | P          | 2º               | 32        | 16        | 12        | 4         | 50,00      |
| 1956-1957 | Termitana   | P          | 3º               | 30        | 13        | 13        | 4         | 43,33      |
| 1957-1958 | Termitana   | CD         | sost.            | 9         | 3         | 0         | 6         | 33,33      |
| 1958-1959 | Catania     | B          | Sub., 16º        | 25        | 7         | 9         | 9         | 28,00      |
| 1959-1960 | Catania     | B          | 3º, prom.        | 38        | 14        | 19        | 5         | 36,84      |
| 1960-1961 | Catania     | A          | 8º               | 34        | 15        | 6         | 13        | 44,12      |
| 1961-1962 | Catania     | A          | 10º              | 34        | 9         | 12        | 13        | 26,47      |
| 1962-1963 | Catania     | A          | 11º              | 34        | 10        | 10        | 14        | 29,41      |
| 1963-1964 | Catania     | A          | 8º               | 34        | 9         | 12        | 13        | 26,47      |
| 1964-1965 | Catania     | A          | 8º               | 34        | 12        | 8         | 14        | 35,29      |
| 1965-1966 | Catania     | A          | 17º, retr.       | 34        | 5         | 12        | 17        | 14,71      |
| 1966-1967 | Catanzaro   | B          | 3º               | 38        | 14        | 14        | 10        | 36,84      |
| 1967-1968 | Palermo     | B          | 1º, prom.        | 40        | 18        | 16        | 6         | 45,00      |
| 1968-1969 | Palermo     | A          | 11º              | 30        | 7         | 11        | 12        | 23,33      |
| 1969-1970 | Palermo     | A          | 14º, retr.       | 30        | 5         | 10        | 15        | 16,67      |
| 1970-1971 | Palermo     | B          | Sost.            | 18        | 2         | 9         | 7         | 11,11      |
| 1971-1972 | Catania     | B          | Sub., 8º         | 35        | 13        | 12        | 10        | 37,14      |
| 1972-1973 | Catania     | B          | 5º               | 38        | 14        | 15        | 9         | 36,84      |
| 1973-1974 | Catanzaro   | B          | Sub., 14º        | 23        | 7         | 9         | 7         | 30,43      |
| 1974-1975 | Reggiana    | B          | Sub., 17º        | 22        | 9         | 7         | 6         | 40,91      |
| 1975-1976 | Reggiana    | B          | Sost.            | 27        | 5         | 12        | 10        | 18,52      |
| 1976-1977 | Catania     | B          | 18º, retr.       | 38        | 6         | 19        | 13        | 15,79      |
| 1980-1981 | Palermo     | B          | Sub., 14º        | 11        | 3         | 7         | 1         | 27,27      |
| Totale    | Totale      | Totale     | Totale           | 731       | 229       | 263       | 239       | 31,33      |

## Palmarès

### Giocatore

#### Club

##### Competizioni nazionali
- Campionato italiano Serie C: 2

Catania: 1938-1939
Palermo-Juventina: 1941-1942
- Campionato siciliano: 1

Palermo: 1945
- Campionato italiano di Serie B: 1

Palermo: 1947-1948

### Allenatore

#### Club

##### Competizioni nazionali
- Campionato italiano di Serie B: 1

Palermo: 1967-1968

##### Competizioni internazionali
- Coppa delle Alpi: 1

Catania: 1960

#### Individuale
- Seminatore d'oro: 1

1967-1968
- Premio USSI per il calcio: 1

1961, 1969

### Formazioni in Serie A

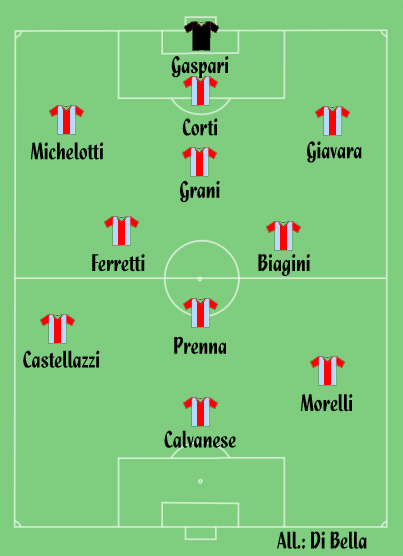
Catania 1960-1961
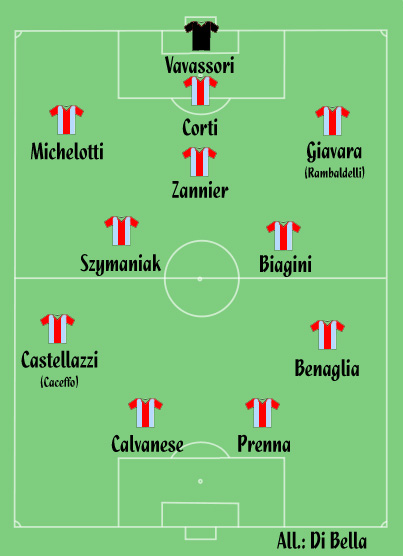
Catania 1961-1962
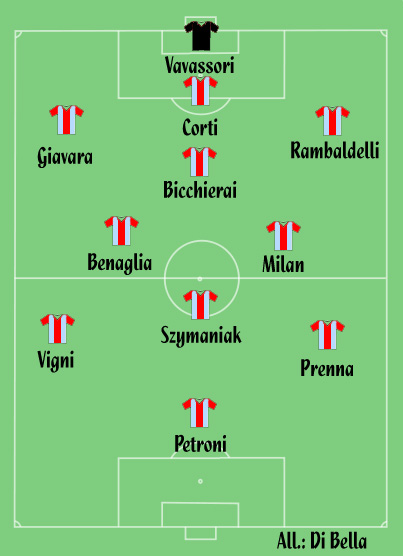
Catania 1962-1963
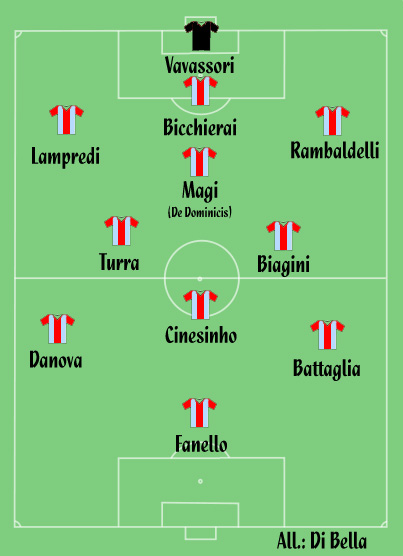
Catania 1963-1964
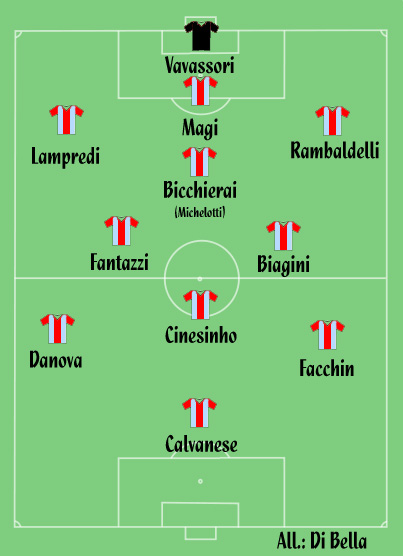
Catania 1964-1965
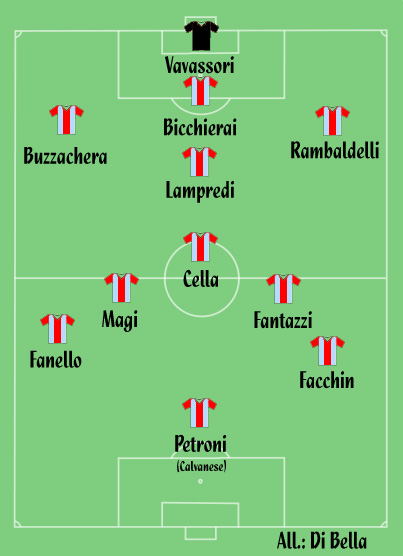
Catania 1965-1966
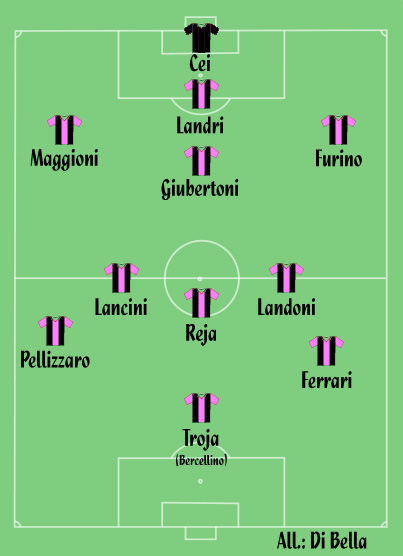
Palermo 1968-1969
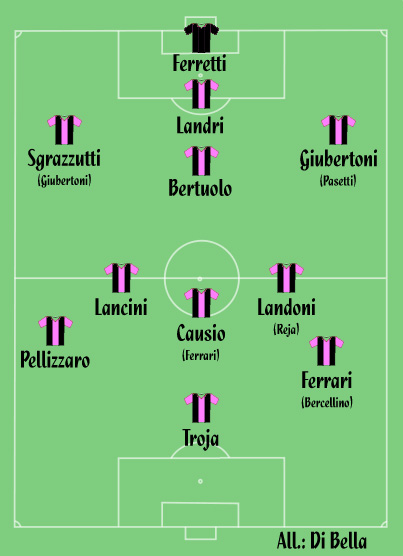
Palermo 1969-1970